# Guia acompanyant
El guia acompanyant és, segons les funcions que defineix l'Organització Mundial del Turisme, una subclasse dins del grup laboral dels Serveis de Guia Turístics. Aquesta subclasse inclou serveis de guia turístics, per exemple facilitar adreces i comentaris sobre atraccions turístiques de naturalesa cultural, històrica, arqueològica o mediambiental.

## Categoria laboral
Els guies acompanyants o acompanyants turístics són, segons les Notes explicatives de la Classificació Nacional d'Ocupacions 2011 (CNO-11), aquells que 

A Espanya, els guies acompanyants són considerats com una ocupació inclosa en el grup primari d'acompanyants turístics (5823), pertanyent al seu torn a la categoria de treballadors que atenen a viatgers, guies turístics i afins (582). També es troben en aquest grup els assistents acompanyants de grup turístic, els tour leaders i els guies de ruta turística.

## Funcions
Les funcions del guia acompanyant són diferents a les del guia de turisme; de fet, estan orientades pròpiament a l'acompanyament i atenció de viatgers o grups. Ofereixen, per tant, un tracte molt més personalitzat. Segons una fitxa publicada en 2014 pel Servei Públic d'Ocupació Estatal (SEPE), d'una mostra de 151 ofertes d'ocupació recollides dins del sector turisme, el 85% corresponien a guies de turisme, mentre que solament el 10% estava dirigides a assistents acompanyants de grup turístic.
Les seves principals funcions són les següents:
- Acompanyar i assistir als turistes del grup
- Solucionar imprevists amb promptitud i eficàcia
- Informar, oferir i vendre activitats facultatives
- Identificar i orientar sobre els atractius i serveis que ofereixen els llocs visitats, seguint el programa establert, les característiques de l'usuari i el servei contractat
- Suggerir canvis oportuns i gestionar la seva realització, de manera que s'asseguri el compliment dels objectius de l'entitat organitzadora i es cobreixin les expectatives del client

## Guia acompanyant vs. guia de turisme
Existeix certa controvèrsia entre les funcions del guia acompanyant i les del guia de turisme, a pesar que ambdues no només estan recollides a Espanya en la Classificació Nacional d'Ocupacions, sinó també en el Comitè Europeu de Normalització (CEN). Aquest organisme entén que ambdues són dues professions diferents però complementàries. El CEN defineix al guia acompanyant com el representant d'un operador turístic que proporciona assistència bàsica als viatgers.
No obstant això, la figura del guia acompanyant és de vital importància quan les destinacions en els quals treballa representen cultures i estils de vida molt diferents als del país d'origen del viatger. Per això és important que els guies acompanyants siguin locals, per poder fer entendre al viatger què és el que està coneixent i com interpretar-ho. A Espanya, algunes agències de viatges ja estan posant en pràctica aquest concepte, com a Societat Geogràfica de les Índies o Catai Tours.
Societat Geogràfica de les Índies defineix la figura del guia acompanyant com aquell professional del turisme natiu i amb un perfecte coneixement de l'idioma i la cultura del país del visitant que exerceix d'amfitrió del país o regió visitat. Assumeix la responsabilitat de formar al visitant, en la mesura del possible, en la cultura local en el sentit ampli. A més, adapta al visitant aquelles experiències i visites a les seves característiques, en els diferents vessants: físiques (edat, gènere, capacitats motores, etc.), culturals, religioses, vitals, etc. La labor del guia acompanyant ha de venir precedida d'una anàlisi prèvia del perfil del viatger realitzat al país d'origen per professionals del turisme o assessors de viatge que puguin informar al guia acompanyant de les característiques i expectatives del viatger, de manera que el guia acompanyant pugui preveure la interacció entre els viatgers i la cultura local.
El guia acompanyant comptarà amb una llicència oficial, seguint la legislació local, almenys un certificat d'idiomes vàlid equivalent a un nivell alt d'acompliment, així com un alt nivell cultural, principalment en àrees com a història, art, protocol, relacions internacionals, cultura general, etc. La formació d'aquests guies acompanyants requereix anys d'exercici professional a més de ser convenient el suport formatiu per part d'Instituts especialitzats en la formació de guies o Escoles de Guies, com l'engegada per Societat Geogràfica de les Índies en l'Índia.
D'altra banda, la Associazione Ligure Accompagnatori i Interpreti Turistici (ALAIT) parla d'acompanyant turístic, entès com